# Красотелы
Красоте́лы (лат. Calosoma) — род насекомых из отряда жесткокрылых.

## Распространение
Распространены в Северном полушарии.

## Описание
Крупные красивые наземные жуки. Длина 15—35 мм. Как правило, с чёрной и зеленоватой блестящей окраской. Бока надкрылий более или менее прямолинейные. Мандибулы сверху с косыми морщинками. Предпоследний сегмент губных щупиков с многочисленными щетинками. Усики с очень коротким вторым и очень длинным третьим сегментом; оба сплющены с боков, с ребровидным краем. Скульптура надкрылий часто ячеистая. Пенис с крупной лигулой, расположенной снаружи.

## Экология
Энтомофаги. Полезны в лесном хозяйстве, так как истребляют гусениц вредных видов бабочек.

## Классификация
Более 160 видов из 23 подродов. Для фауны СССР Крыжановский (1983) приводил 14 видов из 4 подродов.

## Замечания по охране
Некоторые виды рода, например красотел Максимовича, красотел пахучий, красотел сетчатый, занесены в Красную книгу России.